# Patos de Minas (tiểu vùng)
Patos de Minas là một tiểu vùng thuộc bang Minas Gerais, Brasil. Tiều vùng này có diện tích 10740 km², dân số năm 2007 là 232218 người.